# Háy Gyula
Háy Gyula (írói álneve: Stefan Faber) (Abony, 1900. május 5. – Ascona, 1975. május 7.) Kossuth-díjas (1951) magyar író, drámaíró, műfordító, forgatókönyvíró. Háy Károly László (1907–1961) festőművész, grafikus testvére.

## Életpályája
- „Segítsetek! Segítsetek! Segítsetek!”

Nem tudod lejátszani a fájlt?

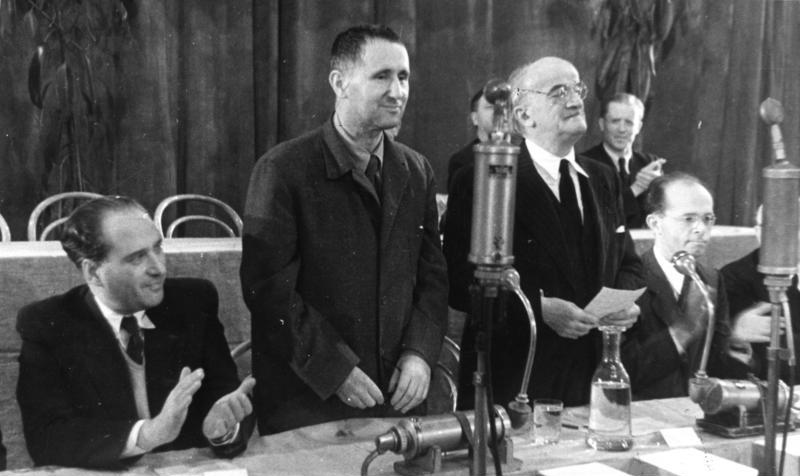
Háy Gyula, Bertolt Brecht, Ernst Legal, Alexander Abusch egy békegyűlésen 1948-ban

Háy Mór (1855–1934) mérnök és Weinberger Gizella (1868–1958) fia. és A Tanácsköztársaság alatt a Közoktatásügyi Népbiztosságon dolgozott. A kommün bukása után Németországba emigrált. Először Drezdában, majd Berlinben volt díszletfestő és díszlettervező. 1923-ban hazatért, majd 1929-ben újra Németországba költözött. 1932-től a betiltott Kommunisták Magyarországi Pártja tagja volt.
Színpadi sikereket ért el Berlinben, de az Isten, császár, paraszt című művének berlini bemutatója (1932) után a náci tüntetések meghiúsították a további előadásokat. Ausztriába emigrált, ahonnan az 1934-es szocialista felkelésben való részvétele miatt kiutasították. Lunacsarszkij meghívására 1935-ben a Szovjetunióba költözött. Moszkvában többek között filmforgatókönyveket írt. Írásait kiadták oroszul és más nyelveken is.
1945-ben hazatért. Sorra mutatták be darabjait. 1948–1950 között a filmgyárban volt fődramaturg, majd 1951-től a Színház- és Filmművészeti Főiskolán a dramaturg-tanszakot vezette.
Az azóta lebontott Kossuth híd építését Az élet hídja című sematikus drámájával köszöntötte (1951).
1953 februárjában a Magyar Rádió mutatta be a Gyilkosok tanyáján című első rádiódrámáját Marton Endre rendezésében.
1955-ben csatlakozott az úgynevezett Nagy Imre-csoporthoz, és a Petőfi körhöz. Az Irodalmi újságban megjelent Mért nem szeretem című pamfletje – amivel Kucsera elvtárs figurájában az összes kommunista bürokrata örök paródiáját teremtette meg – egész további sorsára kihatott. Az 1956-os forradalom idején, a szovjet csapatok november 4-i támadása után feleségével együtt ő olvasta be a Kossuth Rádióban a híres segélykérést („Segítsetek! Segítsetek! Segítsetek!”). 1957-ben hatévi börtönre ítélték: „a felkelés egyik szellemi vezetője..., a társadalmi rend megdöntésére irányuló szervezkedés” résztvevőjeként – állt az ítéletben. 1960-ban amnesztiával szabadult.
1964-ben kiadták egy drámakötetét: (Királydrámák), de darabjai nem kerülhettek színpadra. 1963-ban az osztrák PEN Club meghívására Nyugat-Európába utazott, és rövidesen végleg elhagyta az országot. Asconában telepedett le.
Műfordítóként is dolgozott. Lefordította Csehov, Osztrovszkij, Hauptmann, E. T. A. Hoffmann egyes műveit. Hatalmas teljesítménye Grimmelshausen Simplicissimusának átültetése.
Drámáit főleg német nyelvterületen játszották, de megjelentek angol, orosz, cseh, lengyel, japán, román, portugál, olasz és kínai nyelven is.
„Molnár Ferenc után ő a világszerte legismertebb és legtöbbet játszott magyar színpadi szerző” – írja róla Hegedüs Géza.

## Színházi munkái
A Színházi Adattárban regisztrált bemutatóinak száma: szerzőként: 28; műfordítóként: 67.

### Szerzőként
- Tiszazug (1945, 1984)
- Isten, császár, paraszt (1946, 1983, 2001)
- Romok (1947)
- Ítélet éjszakája (1948)
- Az élet hídja (1951-1952)
- Erő (1952)
- Szabadság, szerelem (1955)
- A ló/Caliguló (1986, 1990, 1996)
- Attila éjszakái (1986)
- Mohács (1987-1988, 1991-1992, 2012)
- Appassionata (1992, 2006)

### Műfordítóként
- Rahmanov: Viharos alkonyat (1945, 1950-1951, 1955, 1957-1958, 1960, 1967, 1970, 1972, 1975, 1977)
- Szimonov: Orosz emberek (1945)
- Kornyejcsuk: Csillagtárna (1950, 1952)
- Csehov: Ványa bácsi (1952, 1960, 1962, 1970-1971, 1977, 1982, 1985-1986, 1991, 1993)
- Puskin: Álruhás kisasszony (1954)
- Csehov: Három nővér (1954, 1965, 1972, 1985, 1987, 2001)
- Kipphardt: Shakespeare kerestetik (1954-1955)
- Leonov: Tisztítótűz (Invázió) (1956)
- Csehov: Sirály (1956, 1960, 1965-1966, 1971, 1982, 1989)
- Osztrovszkij: Karrier (A négylábú is botlik) (1956)
- Osztrovszkij: A művésznő és hódolói (1960, 1970)
- Osztrovszkij: A hozomány nélküli menyasszony (1963)
- Osztrovszkij: Utolsó áldozat (1964)
- Grimmelshausen: A kalandos Simplicissimus (1964)
- Hauptmann: Naplemente előtt (1982, 1992)
- Hauptmann: A patkányok (1997)
- Brecht: Gömbfejűek és csúcsfejűek avagy Gazdag a gazdagnak barátja (1964?)

## Művei
- Isten, császár, paraszt (dráma, 1935, 1940, 1946)
- Tiszazug (dráma, 1936, 1940)
- Partizánok tükre (tanulmány, 1943, 1945)
- Németek (dráma, 1944-1945)
- Végeladás (dráma, 1945)
- Ítélet éjszakája (dráma, 1946)
- Emberi szó a színpadon (tanulmány, 1947)
- A sevcsenkói hullámvadász (elbeszélés, 1947)
- Romok (dráma, 1947)
- Az élet hídja (dráma, 1951)
- Erő (dráma, 1952)
- Gyilkosok tanyáján (dráma, 1953)
- Öt színdarab (színdarabok, 1954)
- Sorsok és harcok (színdarab, 1955)
- A pulykapásztor (tragikomédia, 1956)
- Királydrámák (drámák, 1964)
- Kucsera (regény, 1978)

## További műfordításai
- Ceng Pu: Virág a bűn tengerében (regény, 1962)
- Conrad Ferdinand Meyer: Pescara megkísértése (kisregények, elbeszélések, 1962)
- E. T. A. Hoffmann: Kis Zaches, más néven Cinóber (regény, 1963)
- J. J. Ch. von Grimmelshausen: A kalandos Simplicissimus (regény, 1964)
- V. I. Pudovkin: A filmrendező és a filmszínész művészete (Mérei Ferenccel, 1965)

## Filmjei
- A tanítónő (1945)
- Tűz (1948)
- Úri muri (1949)
- Különös házasság (1951)
- Az élet hídja (1956)
- Tiszazug (1991)